# Julius Eyben
Julius Ferdinand Carl Joseph Eyben (* 8. Juli 1848 in Berlin; † nach 1906) war ein deutscher Theaterschauspieler und -regisseur.

## Leben
Eyben, obgleich von den Eltern für die Bildhauerkunst bestimmt (er besuchte bereits die Akademie der bildenden Künste in Berlin), nahm insgeheim Unterricht bei Karl Gustav Berndal und betrat 1871 die Bühnenlaufbahn. Sein erstes Engagement war Basel, dann wirkte er am Berliner Stadttheater 1872, in Breslau 1873, war als jugendlicher Liebhaber und Bonvivant am Hoftheater in Berlin und Wiesbaden von 1874 bis 1881 tätig, ging dann ins Charakterfach über und war 1881 bis 1884 in Freiburg, von 1884 bis 1886 am Hoftheater in Petersburg, von 1886 bis 1891 in Nürnberg, von 1891 bis 1893 in Köln, von 1893 bis 1900 in Berlin am Residenz- und Schillertheater zumeist für Väterrollen engagiert, fungierte hierauf ein Jahr als stellvertretender Direktor und Regisseur am Theater an der Wien und kehrte sodann wieder nach Deutschland zurück und zwar ans Residenztheater in Köln.
Verheiratet war er seit 1878 mit der Schauspielerin Louise Eyben.
Im Jahr 1907 lebte das Ehepaar in Schwerin, sein späterer Lebensweg ist unbekannt.